# Isophyllaria attenuata
Isophyllaria attenuata är en bladmossart som först beskrevs av Rodway, och fick sitt nu gällande namn av Eliza Amy Hodgson. Isophyllaria attenuata ingår i släktet Isophyllaria och familjen Pseudolepicoleaceae. Inga underarter finns listade i Catalogue of Life.